# Kean (film 1940)
Kean è un film drammatico del 1940, diretto dal regista Guido Brignone, tratto dal dramma omonimo di Alexandre Dumas padre sulla vita dell'attore Edmund Kean.

## Trama
L'azione si svolge in Gran Bretagna tra la fine del XVIII secolo e l'inizio del XIX. L'amicizia tra il celebre attore drammatico Edmund Kean, preferito dal pubblico britannico, e il Principe di Galles, si incrina quando ambedue si innamorano di una gentildonna sposata a un diplomatico. La signora cede per un momento alle seduzioni del grande interprete e consente di visitarlo nel camerino. Kean, che pochi istanti dopo è in palcoscenico, distingue il principe nel palco della signora e sospende così la rappresentazione, lasciandosi invadere da folle gelosia, e pubblicamente rivolge parole ingiuriose verso il Principe di Galles. Il coniuge della bella donna sfida a duello l'attore. Il Principe vuole soffocare lo scandalo e, con una propria dichiarazione scritta, riesce a far riconoscere al marito l'innocenza della moglie. Kean è costretto ad allontanarsi dall'Inghilterra, in compagnia di una giovane attrice devotamente innamorata di lui.

## Produzione
Il film venne realizzato in interni negli Stabilimenti della Scalera Film di Roma, e dapprima ebbe i titoli provvisori di Kean, genio e sregolatezza e Kean: gli amori di un artista.
In questo film Rossano Brazzi esordisce come attore protagonista, dopo due anni di apprendistato in ruoli minori.
Come diversi altri film del primo periodo sonoro (quello che va fino al termine della seconda guerra mondiale) anche questo ebbe due visti censori. Il primo, il n. 30.959, venne rilasciato il 30 marzo 1940, ma non se ne trova copia nell'archivio della Commissione di Revisione Cinematografica, e quindi non conosciamo i tagli eventualmente effettuati; in ogni caso, La Commissione si riunisce una seconda volta il 14 settembre 1946 e concede un secondo visto (il n. 1.239) con una lunghezza della pellicola accertata di 2.189 metri e con il titolo Kean (Amori di un artista) senza operare alcun taglio.

### Altri tecnici
- Aiuto regista: Giuseppe Fatigati
- Arredatore e costruzioni: Alfredo Manzi
- Direttore di produzione: Cesare Zanetti
- Ispettore di produzione: Franco Magli
- Fonico: Adolfo Alessandrini

## Distribuzione
Il film venne distribuito nel circuito cinematografico italiano il 6 aprile del 1940.
Al 2005 non risultava essere né proiettato in televisione, né pubblicato in DVD; però, oltre a qualche fotografia di scena, esistono anche il manifesto e la locandina del film.

## Critica
«Edmund Kean, il grande e celeberrimo attore del Drury Lane ebbe, intorno al 1823, un periodo torbido e oscuro. Implicato in uno scandalo, condannato a una pena pecuniaria, sentì che la miglior cosa per lui era d'allontanarsi dall'ambiente che gli aveva dato fama: e intraprese un giro di recite negli Stati Uniti e al Canada. Tornato in patria, sopiti ormai gli scandali, fu riaccolto con alquanto favore dal pubblico che lo aveva atteso; ma ben presto doveva iniziare la decadenza, incalzata ancora dal bere, da stravaganze gratuite. Morì nel 1833, sul palcoscenico del Covent Garden, mentre vi recitava Otello. Poco prima era stato a Parigi, tiepidamente apprezzato. Fra i suoi spettatori era però Alexandre Dumas senior, il quale concepì il suo Kean e doveva scriverlo nel 1835, non molto dopo la morte dell'attore. È il Kean che le nostre platee conoscono, accompagnato da un sottotitolo programmatico e perentorio, "Ovvero genio e sregolatezza", arricchito in molti manifesti da una g e da una esse maiuscole. Da questa accesa commedia è stato tratto il film, diretto con maestria da Guido Brignone, che con Tomaso Smith ne ha curato una sceneggiatura abile e morbida. Kean è un nostro nuovo attore, Rossano Brazzi, un giovane che, soggetti e registi aiutandolo, potrà fare un suo cammino. Anche Mariella Lotti, un'altra delle nostre giovani reclute, si mostra vibrante e sicura. Efficaci pure gli altri interpreti (...) ed eccezionalmente curata l'ambientazione». Mario Gromo, La Stampa, 19 ottobre 1940
« [...] Questo film interessante e dignitoso costituiva la prova del fuoco per l'attore Rossano Brazzi che per la prima volta, nelle vesti di Kean, vi sosteneva una parte di primo piano, particolarmente ardua. Rossno Brazzi è un bell'attore, ed è anche un bravo attore. Ma è attore soprattutto cinematografico, che è un pregio per la maggior parte dei film, mentre questa volta avrebbe voluto accenti di grande attore teatrale che al Brazzi, nelle poche battute della Giulietta e dell'Amleto sono mancati (...)». Arnaldo Fratelli, La Tribuna, 30 ottobre 1940
«La regia di Brignone è puntuale, ma senza voli, l'interpretazione di Rossano Brazzi è coscienziosa e sicura ma tranne qualche momento [...] manca dell'autorità e dell'estro necessari per un personaggio così poderoso (...) per cui, questo Kean è soltanto una discreta esecuzione del repertorio corrente.» Filippo Sacchi, Corriere della Sera, 15 novembre 1940.

### Recensioni
- Michelangelo Antonioni, Cinema n. 106, 25 novembre 1940
- Alberto Ceretto, Gazzetta del Popolo, 19 ottobre 1940
- Sandro De Feo, Il Messaggero, 30 ottobre 1940
- Adolfo Franci, L'Illustrazione Italiana n. 47, 24 novembre 1940
- Gualtiero Molteni, L'Italia, 15 novembre 1940
- Ercole Patti, Il Popolo di Roma, 29 ottobre 1940
- Fabrizio Sarazani, Il Giornale d'Italia, 30 ottobre 1940
- Osvaldo Scaccia, Film n. 46, 9 novembre 1940

## Opere correlate
Il dramma Kean di Dumas aveva già ispirato due film all'epoca del cinema muto, il primo nel 1921 di produzione tedesca ed il secondo nel 1924 di produzione francese.
Sedici anni più tardi del film di Brignone venne realizzata in Italia una nuova pellicola sulla vita del grande attore teatrale britannico, intitolata Kean - Genio e sregolatezza, diretta da Francesco Rosi e Vittorio Gassman (che aveva già portato il dramma a teatro due anni prima) e interpretata dallo stesso Gassman nel ruolo che fu di Rossano Brazzi, Eleonora Rossi Drago nel ruolo che fu di Germana Paolieri e Anna Maria Ferrero nel ruolo che fu di Mariella Lotti.